# 泰特斯維爾 (賓夕法尼亞州)

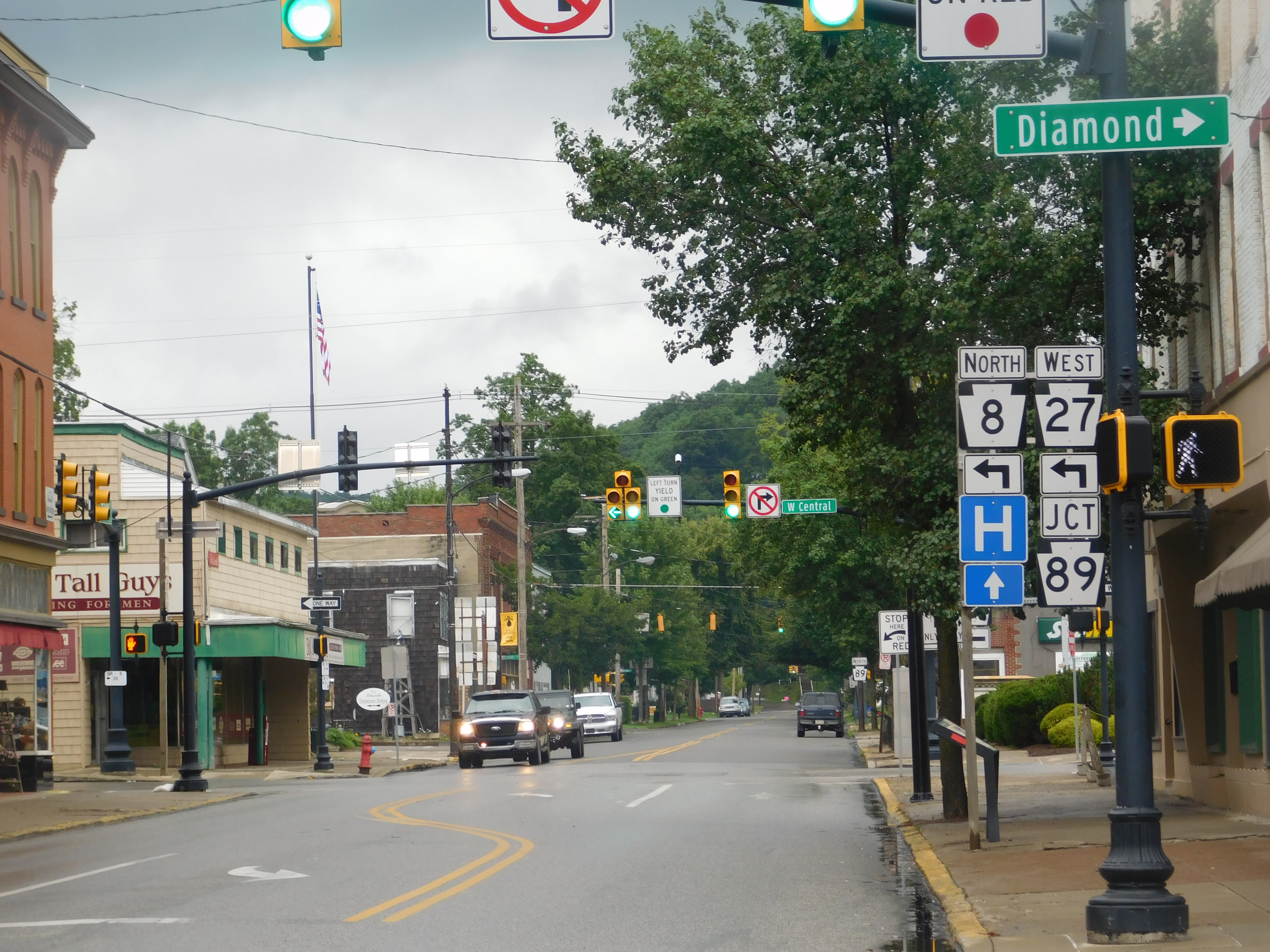
泰特斯維爾

泰特斯維爾（Titusville）位於美國賓夕法尼亞州克勞福德縣，2020年有人口5,262人。泰特斯維爾是美國石油產業的發源地。